# Мумінабадське водосховище
Мумінаба́дське водосхо́вище — штучне водосховище, створене на річці Обішур, в межах Таджикистану.
Водосховище створене на західній околиці селища Мумінабад (колишній Ленінградський) для зрошування навколишніх земель. На півночі укріплене греблею, на північному сході — мілководдя.
| Таджикистан | Це незавершена стаття з географії Таджикистану. Ви можете допомогти проєкту, виправивши або дописавши її. |